# Volley-ball féminin aux Jeux méditerranéens de 2001
Navigation
1997 2005
Les 14e Jeux méditerranéens se déroulent du 2 au 15 septembre 2001 à Tunis (Tunisie). La compétition de volley-ball féminin se déroulent du 5 au 11 septembre.

## Équipes présentes
| - Albanie - Croatie - Espagne - France - Grèce - Italie - Turquie - Tunisie - Saint-Marin - Yougoslavie |

## Tour préliminaire

### Composition des groupes
| Poule A                                            | Poule B                                                    |
| -------------------------------------------------- | ---------------------------------------------------------- |
| Site : Tunis Tunisie Espagne Turquie Grèce Albanie | Site : Tunis Italie Croatie France Saint-Marin Yougoslavie |

### Poule A
| No | Équipe  | Points | Matches | Matches | Matches | Sets | Sets   | Sets  | Points | Points | Points |
| No | Équipe  | Points | joués   | gagnés  | perdus  | pour | contre | Ratio | pour   | contre | Ratio  |
| -- | ------- | ------ | ------- | ------- | ------- | ---- | ------ | ----- | ------ | ------ | ------ |
| 1  | Turquie | 8      | 4       | 4       | 0       | 12   | 1      | 12.00 | 327    | 226    | 1.447  |
| 2  | Grèce   | 7      | 4       | 3       | 1       | 10   | 5      | 2.000 |        |        |        |
| 3  | Espagne | 6      | 4       | 2       | 2       | 8    | 6      | 1.333 |        |        |        |
| 4  | Tunisie | 5      | 4       | 1       | 3       | 3    | 10     | 0.300 |        |        |        |
| 5  | Albanie | 4      | 4       | 0       | 4       | 1    | 12     | 0.083 |        |        |        |

### Poule B
| No | Équipe         | Points | Matches | Matches | Matches | Sets | Sets   | Sets  | Points | Points | Points |
| No | Équipe         | Points | joués   | gagnés  | perdus  | pour | contre | Ratio | pour   | contre | Ratio  |
| -- | -------------- | ------ | ------- | ------- | ------- | ---- | ------ | ----- | ------ | ------ | ------ |
| 1  | Italie         | 8      | 4       | 4       | 0       | 12   | 0      |       |        |        |        |
| 2  | France         | 7      | 4       | 3       | 1       | 9    | 6      |       |        |        |        |
| 3  | RF Yougoslavie | 6      | 4       | 2       | 2       | 8    | 6      |       |        |        |        |
| 4  | Croatie        | 5      | 4       | 1       | 3       | 4    | 9      |       |        |        |        |
| 5  | Saint-Marin    | 4      | 4       | 0       | 4       | 0    | 12     |       |        |        |        |

## Phase finale

### Classements 1-4
|  | Demi-finales                       | Demi-finales                 |                        |   | Finale                       | Finale                       |
|  | Demi-finales                       | Demi-finales                 |                        |   | Finale                       | Finale                       |
|  |                                    |                              |                        |   |                              |                              |
|  | 10-09-01 (25-17 25-20 25-16)       | 10-09-01 (25-17 25-20 25-16) |                        |   | 11-09-01 (25-09 25-23 25-18) | 11-09-01 (25-09 25-23 25-18) |
|  | 10-09-01 (25-17 25-20 25-16)       | 10-09-01 (25-17 25-20 25-16) |                        |   | 11-09-01 (25-09 25-23 25-18) | 11-09-01 (25-09 25-23 25-18) |
|  | Italie                             | 3                            |                        |   | 11-09-01 (25-09 25-23 25-18) | 11-09-01 (25-09 25-23 25-18) |
|  | Italie                             | 3                            |                        |   | 11-09-01 (25-09 25-23 25-18) | 11-09-01 (25-09 25-23 25-18) |
|  | Grèce                              | 0                            |                        |   | 11-09-01 (25-09 25-23 25-18) | 11-09-01 (25-09 25-23 25-18) |
|  | Grèce                              | 0                            | Italie                 | 3 |                              |                              |
|  | 10-09-01 (25-23 25-23 25-20)       |                              | Italie                 | 3 |                              |                              |
|  |                                    | Turquie                      | 0                      |   |                              |                              |
|  | Turquie                            | Turquie                      | 0                      | 3 |                              |                              |
|  | Turquie                            |                              |                        | 3 |                              |                              |
|  | France                             | 0                            |                        |   |                              |                              |
|  | France                             | 0                            | Match pour la 3e place |   |                              |                              |
|  |                                    |                              |                        |   |                              |                              |
|  | 11-09-01 (25-14 22-25 25-16 27-25) |                              |                        |   |                              |                              |
|  |                                    |                              |                        |   |                              |                              |
|  | France                             | 3                            |                        |   |                              |                              |
|  | France                             | 3                            |                        |   |                              |                              |
|  | Grèce                              | 1                            |                        |   |                              |                              |
|  | Grèce                              | 1                            |                        |   |                              |                              |

## Classement final
| Place              | Équipe      |
| ------------------ | ----------- |
| Médaille d'or      | Italie      |
| Médaille d'argent  | Turquie     |
| Médaille de bronze | France      |
| 4                  | Grèce       |
| 5                  | Espagne     |
| 6                  | Yougoslavie |
| 7                  | Croatie     |
| 8                  | Tunisie     |
| 9                  | Albanie     |
| 10                 | Saint-Marin |